# Juliette Simon-Girard
Pour les articles homonymes, voir Simon-Girard.
Juliette Simon-Girard (Paris, 8 mai 1859 - Nice, décembre 1959) est une soprano française, qui chantait principalement des opérettes. Son père, Philippe Lockroy, est un acteur de la Comédie-Française, et sa mère est Caroline Girard, de l'Opéra-Comique.

## Biographie
Juliette Simon-Girard est née Julie Joséphine Caroline Girard à Paris en 1859.  Après des études au Conservatoire en 1876 (dans la classe de Henri de Régnier), elle a fait ses débuts au Théâtre des Folies-Dramatiques avec le rôle de Carlinette dans La Foire Saint-Laurent d'Offenbach le 10 février 1877, puis est devenue une star du jour au lendemain en créant le rôle de Serpolette dans les Cloches de Corneville le 19 avril 1877. Pendant les représentations des Cloches de Corneville, elle a rencontré et épousé le ténor célèbre Simon-Max, et par la suite, elle est devenue Mme Simon-Girard.
À l'âge de 19 ans, le 28 décembre 1878, elle crée le rôle-titre de Madame Favart d'Offenbach, sous la direction du compositeur; puis La Fille du tambour-major en 1879 devenant l'une des artistes les plus populaires de Paris. Elle a alors joué sur les scènes de la ville pendant 30 ans.
Aux Folies-Dramatiques, elle a également créé des rôles dans Beau Nicolas (1880), Les Poupées de l'infante (1881), Fanfan la tulipe (1882), La Princesse des Canaries (1883). Elle est passée au théâtre des Nouveautés, où elle a créé La Vie mondaine. De retour aux Folies-Dramatiques, elle a remplacé Ugalde dans Les Petits Mousquetaires, puis a créé le rôle-titre dans La Fauvette du Temple (17 novembre 1885). Après avoir chanté avec son mari dans la première de La Chatte blanche, au théâtre du Châtelet le 2 avril 1887, elle a passé une année en Belgique où elle a créé Ali Baba de Charles Lecocq.
Simon-Girard retourne à Paris au théâtre de la Gaîté en 1888 dans les reprises du Grand Mogol et de La Fille du tambour-major, avant de créer le rôle-titre dans le Voyage de Suzette le 20 janvier 1890. Après plusieurs productions au théâtre de la Renaissance (où elle a créé Mlle Asmodée en 1891 et la femme de Narcisse en 1892), et a repris La Jolie Parfumeuse en 1892, elle est de retour aux Folies-Dramatiques et créé Eva dans Miss Robinson de Louis Varney le 17 juillet 1892.
En 1893, elle est au théâtre des Bouffes-Parisiens où elle effectue plusieurs premières, dont Olga dans Mam'zelle Carabin de Pessard (3 novembre 1893). Elle rencontre son second mari Félix Huguenet pendant qu'elle joue L'Enlèvement de la Toledad en 1894.
En novembre 1899, elle a repris le rôle-titre de La Belle Hélène au théâtre des Variétés dans une reprise réussie, qui a tenu plus de cinq cents représentations.
En 1903, Simon-Girard a fait des enregistrements de chansons d'opérettes d'Offenbach (Barbe-Bleue, la Belle Hélène, Mme Favart, La Jolie Parfumeuse, La Périchole et La Grande-Duchesse) et d'extraits des Cloches de Corneville, ainsi que de chansons de Messager, Audran et Lecocq. Sa discographie complète comprend 23 titres gravés pour la Compagnie française du Gramophone, dont voici la liste :
| Numéro de catalogue | Matrice | Titre, morceau, auteur                                            |
| 33189               | 1740F   | Madame Boniface : Couplets de la Marguerite (Lacôme)              |
| 33190               | 1741F   | Miss Robinson : Valse des ramiers (Varney)                        |
| 33309               | 1751F   | La Belle Hélène : Amours divins (Offenbach)                       |
| 33310               | 1752F   | Madame Favart : Ronde des vignes (Offenbach)                      |
| 33311               | 1753F   | La Femme de Narcisse : C'est la fille à ma tante (Varney)         |
| 33312               | 1754F   | La Fille de Madame Angot : Jadis les rois (Lecocq)                |
| 33313               | 1755F   | Maître Péronilla : La Malagueña, air d'Alvarès (Offenbach)        |
| 33316               | 1830F   | Les Cloches de Corneville : On dit (Planquette)                   |
| 33317               | 1831F   | Les Cloches de Corneville : Dans ma mystérieuse histoire          |
| 33327               | 1912F   | La Jolie Parfumeuse : La famille Bruscambille (Offenbach)         |
| 33328               | 1913F   | La Fauvette du Temple : Valse de la fauvette (Messager)           |
| 33329               | 1914F   | La Fauvette du Temple : Rondeau des blés                          |
| 33330               | 1915F   | Les Cloches de Corneville : Chanson du cidre (Planquette)         |
| 33331               | 1916F   | Le Grand Mogol : Le petit vin de Suresnes (Audran)                |
| 33332               | 1917F   | Le Voyage de Suzette : Valse d'ivresse (Baggers)                  |
| 34018               | 1918F   | La Mascotte : Duo des dindons (Audran) [en duo avec Jean Delvoye] |
| 33358               | 2029F   | Les Dragons de Villars : Couplets de l'hermite (Maillart)         |
| 33359               | 2030F   | Carmen : Je dis que rien ne m'épouvante (Bizet)                   |
| 33371               | 2113F   | Le Grand Mogol : Allons, petit serpent (Audran)                   |
| 33372               | 2114F   | La Périchole : Air de la lettre (Offenbach)                       |
| 33373               | 2115F   | La Périchole : Couplets de l'aveu                                 |
| 33374               | 2116F   | La Grande-Duchesse de Gérolstein : Légende du verre (Offenbach)   |
| 33375               | 2117F   | La Grande-Duchesse de Gérolstein : Dites-lui                      |

Elle est morte à Nice. Son fils était Aimé Simon-Girard.